# Lispe argenteifacies
Lispe argenteifacies este o specie de muște din genul Lispe, familia Muscidae, descrisă de Grimshaw în anul 1901. Conform Catalogue of Life specia Lispe argenteifacies nu are subspecii cunoscute.